# Placosoma cordylinum
Espèce
Synonymes
- Prionodactylus champsonotus Werner, 1910
- Euspondylus cupreus Andersson, 1916
- Elaphrosaura spitzi Amaral, 1933
- Ecpleopus lutzae Loveridge, 1944

Statut de conservation UICN

 LC  : Préoccupation mineure
Placosoma cordylinum est une espèce de sauriens de la famille des Gymnophthalmidae.

## Répartition
Cette espèce se rencontre endémique du Brésil. Elle se rencontre dans les États du Minas Gerais, de Rio de Janeiro, de São Paulo, du Mato Grosso et de Santa Catarina.

## Liste des sous-espèces
Selon The Reptile Database (28 janvier 2014) :
- Placosoma cordylinum champsonotus (Werner, 1910)
- Placosoma cordylinum cordylinum Fitzinger, 1847

## Publications originales
- Tschudi, 1847 : Die Familie der Ecpleopoda. Archiv für Naturgeschichte, vol. 13, no 1, p. 41-60 (texte intégral).
- Werner, 1910 : Über neue oder seltene Reptilien des Naturhistorischen Museums in Hamburg. II. Eidechsen. Jahrbuch der hamburgischen Wissenschaftlichen Anstalten, vol. 27, beiheft no 2, p. 1-46 (texte intégral).